# والتر روبنز
والتر روبنز (بالإنجليزية: Walter Robbins)‏ (24 نوفمبر 1910 في المملكة المتحدة - 1979) هو لاعب كرة قدم بريطاني (وحمل سابقاً جنسية المملكة المتحدة لبريطانيا العظمى وأيرلندا) في مركز الهجوم. شارك مع منتخب ويلز لكرة القدم. أما مع النوادي، فقد لعب مع كارديف سيتي ووست بروميتش ألبيون.

## وصلات خارجية
- والتر روبنز على موقع قاعدة بيانات كرة القدم.إي يو (الإنجليزية)
- والتر روبنز على موقع ناشيونال فوتبول تيمز (الإنجليزية)